# Jordi Codina
Jordi Codina Rodríguez (* 27. dubna 1982, Barcelona, Španělsko) je bývalý španělský fotbalový brankář.

## Klubová kariéra
V juniorských letech působil v klubu RCD Espanyol, odkud přešel do Realu Madrid, kde hrál převážně za rezervní týmy. V letech 2007–2009 působil v A-týmu španělského klubu Real Madrid, kde dělal brankářskou trojku za Ikerem Casillasem a Polákem Jerzy Dudkem. Jediný ligový zápas odchytal v posledním kole sezony 2007/08, kdy měl Real již jistý ligový titul. V zápase vychytal výhru 5:2 proti Levante UD.
V červenci 2009 se přesunul v rámci La Ligy do klubu Getafe CF.

## Reprezentační kariéra
Codina je členem katalánské fotbalové reprezentace.